# Congrégation de l'Index
La congrégation de l'Index (Sacra Congregatio Indicis) était une institution de l'Église catholique romaine chargée d'examiner les livres, et de signaler, dans l'Index librorum prohibitorum, ceux dont elle défendait la lecture absolument (donec expurgetur), ou jusqu'à ce qu'ils soient corrigés (donec corrigatur).

## Historique

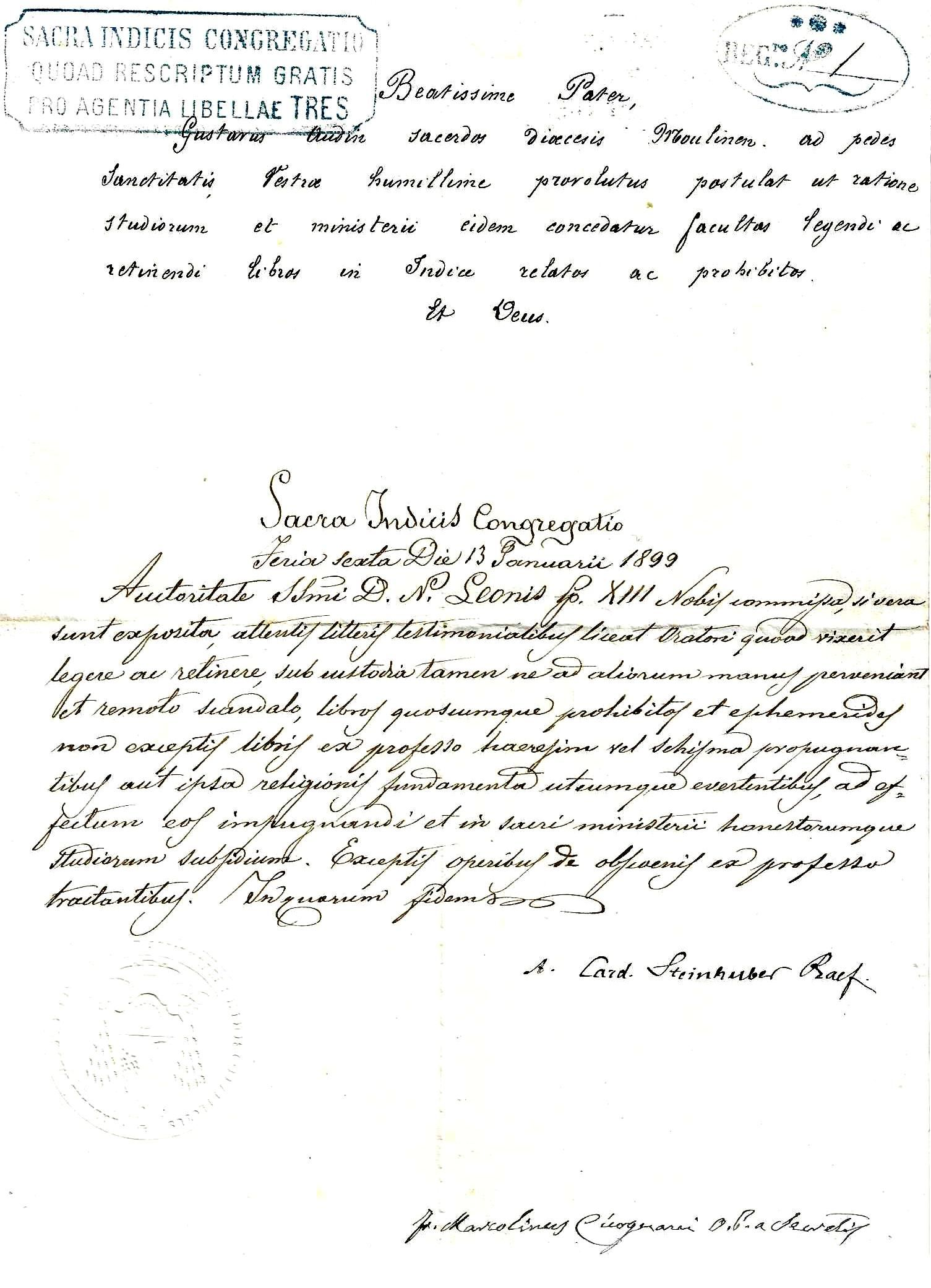
Rescrit de la congrégation de l'Index, 1899.

Cette congrégation fut instituée par le concile de Trente, confirmée en 1564 par le pape Pie IV qui crée l'Index, et établie en 1571 par le pape Pie V. Le pape Sixte V l'a confirmée dans sa constitution apostolique Immensa æterni Dei introduisant en 1588 quinze congrégations permanentes pour gouverner l'Église et les États pontificaux.
La congrégation devait faire l'investigation des écrits dénoncés à Rome ou prohibés par les autres congrégations, notamment la congrégation de l'inquisition, et maintenir l'Index essentiellement pour les livres devant être corrigés. Le pape devait approuver les mises à jour et pouvait lui-même mettre à l'Index des auteurs, ce qui arriva deux fois pour Lamennais et Georg Hermes.
En 1917, par le motu proprio Alloquentes proxime de Benoît XV, la congrégation de l'Index fut supprimée et la mise à jour de l'Index confiée à la congrégation du Saint-Office, aujourd'hui congrégation pour la doctrine de la foi.

## Liste des préfets
La congrégation est dirigée par un cardinal-préfet.
- Archangelo de' Bianchi (1572-1575 ?)

- Marco Antonio Colonna, seniore (1585-1590)
- Philippe de Lénoncourt (1588-1592)

- Bonifazio Bevilacqua Aldobrandini (1601-1602 ?)

- Agostino Valier (1579 ?-1607)

- Robert Bellarmin (1621)

- Girolamo Casanate (1693-1700 ?)
- Tommaso Maria Ferrari (1696-)

- Carlo Agostino Fabroni (1716-1726)
- Gianantonio Davia (1726-1740)
- Leandro di Porzia (1740)
- Angelo Maria Quirini (1740-1755)
  - Giuseppe Spinelli, pro-préfet durant l'absence du cardinal Quirini
- Francesco Landi Pietra (1755-1757)
- Antonio Andrea Galli (1757-1767)
- Benedetto Veterani (1767-1776)

- Leonardo Antonelli (1795-1801)
- Hyacinthe-Sigismond Gerdil (1801-1802)
- Michelangelo Luchi (1802)
- Stefano Borgia (1802-1803)
- Lorenzo Litta (1803-1816)
- Francesco Fontana (1816-1818)
- Michele Di Pietro (1818-1821)
- Francesco Saverio Castiglioni (1821-1829), élu pape Pie VIII
- Pietro Caprano (1829-1834)
- Giuseppe Antonio Sala (1834)
- Giacomo Giustiniani (1834-1843)
- Angelo Mai (1843-1849)
- Giacomo Luigi Brignole (1849-1853)
- Girolamo D'Andrea (1853-1861), résigne
- Lodovico Altieri (1861-1863)
- Antonio Saverio De Luca (1863-1878)
- Tommaso Maria Martinelli (1878-1888 ?)

- Placido Maria Schiaffino (1888-1889)
- Camillo Mazzella (1889-1893)
- Serafino Vannutelli (1893-1896)
- Andreas Steinhuber (1896-1907 ?)
- Francesco Segna (1908-1911)
- Francesco Salesio Della Volpe (1911-1916)